# بسماتيك سنب
بسماتيك سنب (ويعني اسمه "بسماتيك بصحة جيدة") كان مسؤولًا رفيع المستوى في مصر القديمة خلال الأسرة السادسة والعشرون (664–525 قبل الميلاد)، ربما في عهد الملك بسماتيك الثاني.

## السيرة الذاتية
جاء من عائلة من المسؤولين المهمين: كان أخوه مدير معابد نيت (خرپ حووت نيت) نكاو، بينما كان أخوه الثاني أيضًا مديرا للمعابد وكان يُدعى تفنخت.
كان بسماتيك سنب طبيب رئيسي ورئيس أطباء الأسنان (ور إبح) وأيضًا أدميرالًا (خرپ ققوت - قائد السفن/سفن الحرب).
وخاصة على تمثال موجود الآن في متحف الفاتيكان، يحمل بسماتيك سنب عددًا من الألقاب المهمة، مثل الصديق الوحيد، قائد العروش الأولى، رئيس أطباء الأسنان في البيت العظيم، مروض العقارب وابن سرقت، الأخيرة هي اسم إلهة العقارب في مصر القديمة. على تابوته كانت محفورة الألقاب مروض العقارب وابن سرقت فقط.
دُفن في قبره الذي اكتُشف في عين شمس في عام 1931-1932. وُجد تابوته المنقوش الذي يُعرض الآن في نورفولك، فيرجينيا في متحف كرايسلر. وهناك وشبتي (تماثيل مجيبة) معروفة، ربما تعود له.